# Malaunay
Malaunay é uma comuna francesa na região administrativa da Normandia, no departamento de Sena Marítimo. Estende-se por uma área de 9,25 km². Em 2010 a comuna tinha 6 174 habitantes (densidade: 667,5 hab./km²).